# ویلیام کنت
ویلیام کنت (انگلیسی: William Kent; late 1685 – ۱۲ آوریل ۱۷۴۸) معمار، نقاش، و معمار منظر اهل پادشاهی بریتانیای کبیر بود.
یکی از آثار معماری او معبد فضیلت در منطقه استو میباشد.
کنت در طراحی هایش این نکات را مورد توجه قرار میداد:تلفیق ساختمان با فضا ی سبز و آبنما و چشمه های طبیعی و همچینی قرار دادن تندیس شاعران و فیلسوفان 
ویلیام کنت بنیان گذار باغ سازی انگلیسی بوده است. 